# Deutsche Freie-Partie-Meisterschaft 1953/54

Veranstaltungsort: Essen

Die Deutsche Freie-Partie-Meisterschaft 1953/54 ist eine Billard-Turnierserie und fand vom 24. bis 25. Januar 1954 in Essen zum dritten Mal statt.

## Geschichte
Dank seiner Routine verteidigte der Essener Ernst Rudolph seinen Meistertitel in der Freien Partie. Der Zweitplatzierte Siegfried Spielmann konnte sich damit trösten, dass er sämtliche Rekorde des Turniers erzielte. Das waren damit auch neue deutsche Rekorde. Da die Bestmarken (BED und HS) bis 1939 mit kleinem Eckabstrich gespielt wurden, sind die Rekorde von Spielmann höher zu bewerten. Dank einer Spende der Westdeutschen Allgemeinen Zeitung (WAZ), die umfangreich von dieser Meisterschaft berichtete, konnte auch dem Zweitplatzierten Spielmann die Reise zur Europameisterschaft in Lissabon finanziert werden. Platz drei sicherte sich der Duisburger Ewald Kajan.

## Modus
Gespielt wurde im Round-Robin-Modus bis 500 Punkte. Die Endplatzierung ergab sich aus folgenden Kriterien:
1. Matchpunkte
2. Generaldurchschnitt (GD)
3. Höchstserie (HS)

## Abschlusstabelle
| MP    | Match Points (Sieger = 2; Unentschieden = 1; Verlierer = 0) |
| Pkte. | Erzielte Karambolagen                                       |
| Aufn. | Benötigte Versuche                                          |
| GD    | Generaldurchschnitt                                         |
| BED   | Bester Einzeldurchschnitt eines Spielers                    |
| HS    | Höchstserie                                                 |
|       | Bester GD des Turniers                                      |
|       | Bester ED des Turniers                                      |
|       | Beste HS des Turniers                                       |
|       | 1. Platz (Gold)                                             |
|       | 2. Platz (Silber)                                           |
|       | 3. Platz (Bronze)                                           |

| Klassement                 | Klassement                       | Klassement | Klassement | Klassement | Klassement | Klassement | Klassement |
| Platz                      | Name                             | MP         | Pkte.      | Aufn.      | GD         | BED        | HS         |
| -------------------------- | -------------------------------- | ---------- | ---------- | ---------- | ---------- | ---------- | ---------- |
| 1                          | Ernst Rudolph (Essen)            | 8:0        | 2000       | 51         | 39,21      | 55,55      | 295        |
| 2                          | Siegfried Spielmann (Düsseldorf) | 6:2        | 1743       | 42         | 41,50      | 250,00     | 500        |
| 3                          | Ewald Kajan (Duisburg)           | 4:4        | 1378       | 112        | 12,30      | 12,82      | 122        |
| 4                          | Rudolf Apelt (Berlin)            | 2:6        | 1082       | 90         | 12,02      | 13,88      | 125        |
| 5                          | Josef von Jaarsfeld (Mülheim)    | 0:8        | 942        | 99         | 9,51       | –          | 81         |
| Turnierdurchschnitt: 18,13 |                                  |            |            |            |            |            |            |